# دولوتغرافير/لاميفودين/تينوفوفير
دولوتغرافير/لاميفودين/تينوفوفير (اختصارًا DTG/3TC/TDF) هو دواء يستخدم لعلاج فيروس نقص المناعة البشرية/الإيدز. وهو مركب من دولوتغرافير ولاميفودين وتينوفوفير. اعتبارًا من عام 2019، تم إدراجه من قبل منظمة الصحة العالمية (WHO) مسارًا أولًا لعلاج البالغين، مع استخدام إيفافيرينز/لاميفودين/تينوفوفير بديلًا له. يؤخذ عن طريق الفم.
قد تشمل الآثار الجانبية صعوبة في النوم وزيادة الوزن والطفح الجلدي. في حين أن هناك مخاوف من أن الاستخدام أثناء الحمل يؤدي إلى زيادة خطر الإصابة بعيوب الأنبوب العصبي لدى الجنين بنسبة 0.2%، إلا أن هذا لا يستبعد استخدامه. يبقى الاستخدام موصى به بعد الأشهر الثلاثة الأولى. لا ينصح باستخدامه عند الأشخاص الذين يعانون من مشاكل كلوية. التركيبة هي نوع من العلاج بمضادات الفيروسات القهقرية.
الدواء مُدرج في قائمة الأدوية الأساسية لمنظمة الصحة العالمية، وهي الأدوية الأكثر أمانًا وفعالية في النظام الصحي. يتوفر في بعض البلدان كدواء عام. في العالم النامي، يكلف حوالي 75 دولارًا أمريكيًا في السنة. تمت الموافقة عليه مبدئيًا في الولايات المتحدة اعتبارًا من عام 2019، والموافقة الكاملة في انتظار انتهاء صلاحية براءات الاختراع الأمريكية لدولوتغرافير (تيفيكاي) وتينوفوفير (فيريد).

## الاستخدامات الطبية
اعتبارًا من عام 2019، أدرجته منظمة الصحة العالمية (WHO) مسارًا أولًا لعلاج البالغين المصابين بفيروس نقص المناعة البشرية/الإيدز، مع استخدام إيفافيرينز/لاميفودين/تينوفوفير بديلًا له. يمكن استخدامه للأشخاص المصابين بفيروس نقص المناعة البشرية والسل، ولكن إذا كان الشخص على ريفامبيسين، فيجب تناول جرعة أكبر من دولوتيغرافير.

## الآثار الجانبية
قد تشمل الآثار الجانبية الأرق وزيادة الوزن. هناك مخاوف حول استخدامه أثناء الحمل لأنه قد يسبب للجنين الإصابة بعيوب الأنبوب العصبي بنسبة 0.2%، إلا أن هذا لا يستبعد استخدامه. يبقى الاستخدام موصى به بعد الأشهر الثلاثة الأولى. لا ينبغي استخدامه مع دوفيتيليد.

## التكلفة
في العالم النامي يكلف حوالي 75 دولارًا أمريكيًا في السنة. ويعتبر أكثر فعالية من حيث التكلفة من إيفافيرينز/لاميفودين/تينوفوفير اعتبارًا من عام 2019.

## روابط خارجية
- "دولوتغرافير". بوابة معلومات الدواء. مكتبة الطب الوطنية الأمريكية. مؤرشف من الأصل في 2020-04-17.
- "لاميفودين". بوابة معلومات الدواء. مؤرشف من الأصل في 2020-04-17. {{استشهاد ويب}}: الوسيط غير المعروف |cite web= تم تجاهله (مساعدة)
- "تينوفوفير". بوابة معلومات الدواء. مكتبة الطب الوطنية الأمريكية. مؤرشف من الأصل في 2020-03-26.